# Graufußhörnchen
Das Gambische Sonnenhörnchen oder Graufußhörnchen (Heliosciurus gambianus) ist ein in Afrika lebendes Hörnchen der Gattung Heliosciurus. Es gehört zur Tribus Protoxerini aus der Unterfamilie Erdhörnchen. Es werden mehrere Unterarten beschrieben.

## Merkmale
Das Graufußhörnchen hat eine Kopf-Rumpf-Länge von 15,5–21 cm, die Schwanzlänge beträgt 15,5–31 cm. Die Gesamtlänge beträgt somit 31–52 cm. Es erreicht ein Gewicht von 250–340 g. Gelb, braun und grau gestreifte Haare verleihen dem Graufußhörnchen ein oliv-braun gesprenkeltes Aussehen. Kehle, Brust und Bauch sind weiß. Der Schwanz ist abwechselnd mit schwarzen und hellbraunen Streifen geringelt und die Augen sind weiß umrandet.
Die Unterarten unterscheiden sich fast ausschließlich in der Farbe. Außerdem sind die Haare, insbesondere des Rückenfells, umso weicher und länger je arborealer (baumbewohnend) die Unterart ist.

## Verbreitung und Lebensraum
Das Graufußhörnchen ist in Afrika südlich der Sahara weit verbreitet. Das Verbreitungsgebiet reicht von Senegal und Gambia nach Osten über Westafrika nach Kamerun, dem Süden des Tschad und der Zentralafrikanischen Republik bis in den Süd-Sudan mit einer isolieren Population in Jebel Marra, Äthiopien und Eritrea mit einer südlichen Erweiterung nach Uganda und den Nordwesten von Kenia. In seinem südlichen Verbreitungsgebiet findet man die Art in Zentral-Angola, in Sambia, im Süden der Demokratischen Republik Kongo und im Südwesten Tansanias.
Das Graufußhörnchen bewohnt in der Regel die bewaldete Savanne, kommt aber auch in tropischen Auwäldern und in der Savanne vor. Die Art ist zudem in Agrarlandschaften, vor allem in Palmölplantagen zu finden. Im Allgemeinen kommt es nicht in geschlossenen Wäldern vor. Sein Lebensraum erstreckt sich bis in Höhen von 2000 m.

## Lebensweise
Graufußhörnchen leben überwiegend auf Bäumen, sind tagaktiv und solitär. Die Nahrung reicht von Früchten und Samen bis zu Insekten, Vogeleiern und Jungvögeln. Typische Verhaltensweisen sind „Sonnenbaden“ auf sonnigen Zweigen und das Auskleiden des Nestes jede Nacht mit frisch gepflückten Blättern.

## Bestand
Das Graufußhörnchen ist nicht gefährdet, die Art wird von der IUCN als Least Concern (LC) eingestuft.